# Viréon fardé
Pachysylvia muscicapinus
Espèce
Statut de conservation UICN

 LC  : Préoccupation mineure
Le Viréon fardé (Pachysylvia muscicapinus), aussi appelé Viréo à joues brunâtres, est une espèce de passereaux de la famille des Vireonidae.

## Systématique et distribution
Cet oiseau est représenté par deux sous-espèces selon la classification de référence du Congrès ornithologique international (version 9.1, 2019) :
- P. m. muscicapinus Sclater, PL & Salvin, 1873 : du sud du Venezuela aux Guyanes et au Brésil (nord de l'Amazone) ;
- P. m. griseifrons (Snethlage, E, 1907) : nord du Brésil (sud de l'Amazone : du rio Madeira au rio Tapajós).